# جاك غوبوت
جاك غوبوت (بالإنجليزية: Jacques Godbout)‏ (27 نوفمبر 1933، مونتريال في كندا)؛ كاتِب مُتخصِّص في أدب الأطفال، سيناريست، مخرج أفلام، كاتب مسرحي، شاعر، صحفي وروائي كندي.

## روابط خارجية
- جاك غوبوت على موقع IMDb (الإنجليزية)
- جاك غوبوت على موقع الموسوعة البريطانية (الإنجليزية)
- جاك غوبوت على موقع ألو سيني (الفرنسية)
- جاك غوبوت على موقع أول موفي (الإنجليزية)
- جاك غوبوت على موقع قاعدة بيانات الأفلام السويدية (السويدية)
- جاك غوبوت على موقع قاعدة بيانات الفيلم (الإنجليزية)
- جاك غوبوت على موقع كينوبويسك (الروسية)